# The Jaguar's Claws
The Jaguar's Claws (en español Las garras del jaguar) es una película muda western estadounidense de 1917 dirigida por Marshall Neilan y escrita por William M. McCoy, Beatrice DeMille y Leighton Osmun. La película está protagonizada por Sessue Hayakawa, Fritzi Brunette, Tom Moore, Marjorie Daw, Tom Forman y Mabel Van Buren. La película fue estrenada el 11 de junio de 1917 por Paramount Pictures.

## Contexto
Según las descripciones de los derechos de autor, Roswell Dague fue el encargado de adaptar la historia de William M. McCoy, y Beatrice de Mille y Leighton Osmum quienes escribieron el guion. Sin embargo, en los archivos de los estudios Paramount no se menciona a Dague.
La película supuso el regreso a la pantalla de Marjorie Daw, actriz entonces de quince años que se había tomado varios meses de descanso para asistir a la escuela. Daw era la protegida de la estrella de la ópera Geraldine Farrar, que también aparecía como miembro del reparto, según el Motion Picture Studio Directory de 1918. Es posible que se trate de un error de imprenta, ya que Farrar no se menciona en otras fuentes disponibles. En la Motography del 16 de junio de 1917, la productora aparece citada como «Morosco», lo que sugiere que la película pudo rodarse en los estudios Pallas-Morosco de Los Ángeles, California.
The Jaguar's Claws se estrenó en el Rialto Theatre de Nueva York el 3 de junio de 1917, seguido de un estreno general durante la semana del 11 de junio de 1917, y un estreno en Los Ángeles en el Alhambra Theatre el 8 de julio de 1917. Las críticas del Var del 8 de junio de 1917 y del Motography del 23 de junio de 1917 fueron favorables, mientras que el Motion Picture News del 16 de junio de 1917 atribuyó el atractivo de la película al actor principal, Sessue Hayakawa.

## Sinopsis
Cuando el director de la compañía petrolífera americana renuncia por miedo a El Jaguar, el bandido que está aterrorizando la campiña mexicana, Phil Jordan es enviado en su lugar. Phil llega con su hermana pequeña, Nancy, y cuando el bandido se insinúa a la chica, Phil le da una paliza, lo que provoca que El Jaguar jure vengarse. Esperando a que llegue Beth, la novia de Phil, El Jaguar captura a los tres estadounidenses y obliga sádicamente a Phil a elegir entre irse con su hermana o con su esposa. Beth se ofrece voluntaria como sacrificio y Phil y Nancy se marchan a caballo, pero pronto se encuentran con una tropa de guardabosques. Todos se apresuran a volver para rescatar a Beth, pero antes de que lleguen, el bandido es asesinado por una mujer a la que había secuestrado y violado en su noche de bodas.

## Elenco
- Sessue Hayakawa como El Jaguar
- Fritzi Brunette como Beth Thomas
- Tom Moore como Phil Jordan
- Marjorie Daw como Nancy Jordan
- Tom Forman como Harry Knowles
- Mabel Van Buren como Marie
- Horacio B. Carpenter
- Lucien Littlefield